# Ишберда
Ишберда́ (баш. Ишбирҙе) — село в Баймакском районе Республики Башкортостан России. Центр Ишбердинского сельсовета.  Согласно переписи 2020 года население составляло 527 человек.

## География
Проходит межмуниципальная автодорога 80Н-114 Баймак — Ишберда.

### Географическое положение
Расположено на реке Крепостной Зилаир.
Расстояние до:
- районного центра (Баймак): 56 км,
- ближайшей железнодорожной станции (Сибай): 97 км.

## История
Основано башкирами д. Идрисово Бурзянской волости (по другим данным, д. Куватово Тангаурской волости) Верхнеуральского уезда Оренбургской губернии на собственных землях, известно с 1811 (по другим данным с 1795) года.
Названо по имени юртового старшины Ишберды Тулыбаева. Занимались скотоводством, земледелием. В 1900 году зафиксирована водяная мельница.
Статус села деревня приобрела согласно Закону Республики Башкортостан от 20 июля 2005 года № 211-з «О внесении изменений в административно-территориальное устройство Республики Башкортостан в связи с образованием, объединением, упразднением и изменением статуса населенных пунктов, переносом административных центров», ст.1:

5. Изменить статус следующих населенных пунктов, установив тип поселения — село:

4) в Баймакском районе:

в) деревни Ишберда Ишбердинского сельсовета;

## Население
| 2002 | 2009 | 2010 |
| ---- | ---- | ---- |
| 679  | ↘666 | ↘638 |

Историческая численность населения: в 1866 в 30 дворах проживало 258 человек; в 1900—278; 1920—386; 1939—299; 1959—465; 1989—719; 2002—679.
Согласно переписи 2002 года, преобладающая национальность — башкиры (99 %).

## Инфраструктура
Есть средняя школа, детский сад, фельдшерско-акушерский пункт, дом культуры, библиотека.

## Религия
В селе есть мечеть.

## Известные уроженцы
- Барлыбаев, Халиль Абубакирович (1944 — 2020)— российский экономист, депутат Государственной думы третьего созыва, профессор РАНХиГС при Президенте Российской Федерации, научный сотрудник Института философии РАН.
- Девятов, Диляур Хасанович (1944 — 2013) — советский и российский учёный-металлург, доктор технических наук, профессор.
- Идельбаев Мирас Хамзович (р. 1945) — филолог, доктор филологических наук, член Союза писателей РБ.
- Ишбердин, Эрнст Файзрахманович (1934 — 2019) — башкирский языковед-тюрколог, доктор филологических наук (1989), профессор, академик Международной Академии ТЮРКСОЙ, Заслуженный деятель науки Республики Башкортостан (1995).
- Сайгафаров, Амир Закирович (1935 — 2022) — краевед, топонимист, писатель.